# سیارک ۶۰۹۷۲
سیارک ۶۰۹۷۲ (به انگلیسی: 60972 Matenko، نامگذاری:2000KN)۶۰۹۷۲مین سیارک کشف شده‌است که در ۲۳ مه ۲۰۰۰ کشف شد.